# Vocha mořská

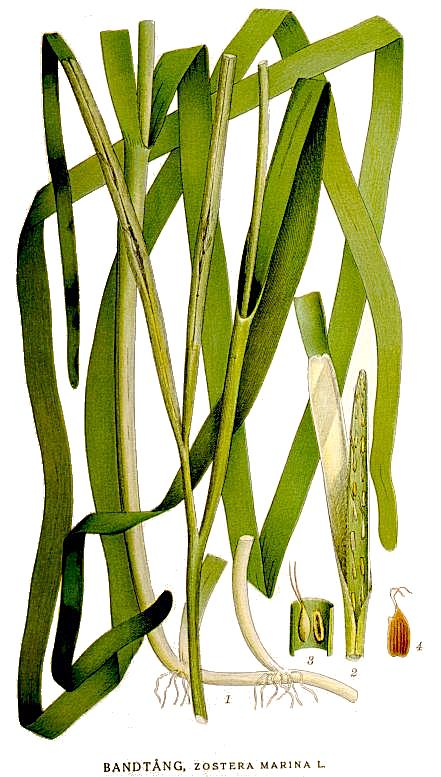
Zobrazení vochy mořské

Vocha mořská (Zostera marina) je druh kvetoucích, vytrvalých hydrogamních rostlin rodu vocha, které jsou trvale ponořené v mořské vodě. Tato jednodomá rostlina severní polokoule je rozšířena podél evropských břehů od polárního kruhu až po Středozemní moře, u severních břehů Afriky a v Tichém a Atlantském oceánu podél Severní Ameriky a Asie. Je to jeden z druhů mořských trav vytvářejících tzv. mořské louky.

## Ekologie
Vyskytuje se nejčastěji v chráněných mělkých vodách zálivů a zátok, vždy však pod pásmem odlivů, obvykle v hloubce okolo 3 m. Nikdy neční nad vodní hladinou, nesnáší vysušení. Nejčastěji vyrůstá v průzračné vodě na hrubém štěrku promíseném s jemným pískem, kde její kořeny mohou za příznivých podmínek pronikat i 50 cm hluboko.
Vocha mořská patří mezi kvetoucí cévnaté rostliny a všechny fáze jejího životního cyklu, včetně kvetení, opylování a klíčení semen, probíhají pod vodní hladinou. Rozmnožuje se jak semeny (na 1 m² jich může vzniknout i několik tisíců), tak i rozrůstáním oddenků.
Snáší teplotu od 5 do 20 °C, optimální teplota vody pro klíčení a růst je od 10 do 15 °C. Je přizpůsobena pro život v chladnějších podmínkách, při poklesu teploty v zimním období listy uhynou, ale kořeny většinou přežijí a na jaře obrazí. Roste jen v nezakalené čisté vodě a bývá využívána jako indikátor znečištění pobřežních vod, eutrofizace vody podporuje růst řas, které osídlují její listy a brání fotosyntéze. Vocha mořská potřebuje ke zdárnému růstu dostatek světla, jeho dostupnost pro rostlinu klesá s výškou vodního sloupce; v jižních mořích s intenzivnějším slunečním svitem se vyskytuje i ve větších hloubkách (10 m) než v severních vodách (2 m).
Rostliny snižují rychlost proudění vody a suspendované částečky se kolem nich usazují. Oddenky rostoucí vodorovně se postupně dostávají stále hlouběji a hlouběji a původní rostliny začnou odumírat.

## Popis
Plazivý článkovitý oddenek je shluky kořínků rostoucích z jeho uzlin ukotven asi 20 cm hluboko v substrátu mořského dna. Z oddenku, hrubého 2 až 5 mm, vyrůstají bohatě větvené, vzplývavé, zelené lodyhy dvojího typu.
První, listové, jsou porostlé pěti až osmi střídavými, přisedlými čárkovitými listy, dlouhými 50 až 100 cm a širokými 3 až 8 mm, které jsou podélně žilnaté a na koncích mají malý hrot nebo jsou tupé. Listy mají mezi buňkami vzduchové mezery sloužící jako plovací komory udržující listy ve svislé poloze, jejich trubkovité uzavřené pochvy mají ouška dlouhá 1 mm a jazýčky ještě kratší.
Druhé, květné, bývají stejně dlouhé i větvené a mívají jedno až pět ponořených, úžlabních, palicovitých květenství, která jsou zabalena do toulce jenž přechází nad květenstvím v listovou čepel. Štíhlé květenství je tvořeno jednopohlavnými květy bez květních obalů, které jsou umístěny ve dvou řadách podél zploštělého vřetene, střídavě samčí a samičí. Samčí květy mají jednu tyčinku s prašníkem, samičí obsahují semeník s krátkou čnělkou zakončenou rozdvojenou bliznou. Při opylování jsou uvolňována nesmáčivá pylová zrna slepená do vláken až 3 mm dlouhých a vznášejí se ve vodě i několik dnů, jsou tak zanášena ke zralým bliznám.

## Rozmnožování
Po opylení se ve vodě vyvíjejí i semena. Jsou ukryta ve 4milimetrových lahvicovitých nažkách, které mají v sobě bublinku vzduchu a po dozrání prasknou. Zralá semena jsou koncem léta rozptylována do okolí proudem vody nebo roznášena na nohou vodních ptáků. Po klesnutí ke dnu jsou vlivem vodních proudů většinou zanesena do prohlubní, které se postupně zaplní sedimentem a nové rostlinky tak snáze koření. Mohou začít klíčit podle místních podmínek v kteroukoliv roční dobu, jejich schopnost klíčit není delší než rok.
Rostlina se rozmnožuje i vegetativně. Rozrůstáním původního oddenku může na příhodném místě mořského dna vzniknou souvislá vegetace, tzv. podmořská louka, rozsáhlý klon jedné rostliny. Může porůstat území o rozloze až několika kilometrů čtverečních a dožívat se i desítky tisíců let.
Nové rostliny snižují rychlost proudění vody a suspendované částečky se kolem ní usazují. Oddenky rostoucí vodorovně se tak postupně dostávají stále hlouběji a hlouběji a původní rostliny začnou odumírat.

## Význam
Vocha mořská, jedna z mořských trav, je spásána některými býložravými vodními živočichy, např. želvami, sirénami, ježovkami i některými rybami (např. ploskozubci). Mimo to jejich husté porosty jsou kolonizovány jak množstvím epifytních řas, tak i stovkami druhů drobných i větších mořských živočichů, členovců, měkkýšů nebo ryb, kteří v nich nacházejí úkryt i potravu.
Utržené listy se v minulosti používaly jako hnojivo na polích, později počaly sloužit k vycpávání matrací, výrobě rohoží a jako ochranný balicí materiál při přepravě křehkého zboží. V obchodní hantýrce je vocha a podobné vodní rostliny označována jako „mořská tráva“. 

## Galerie

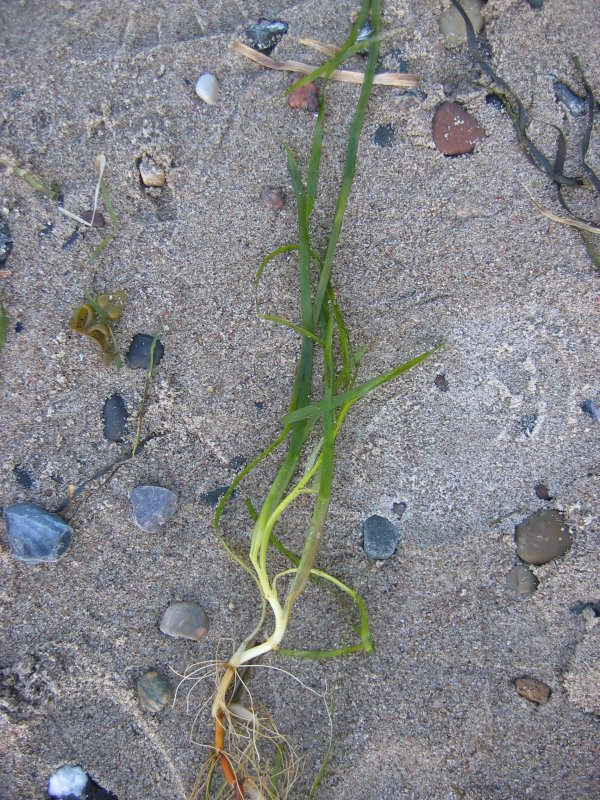
Rostlina
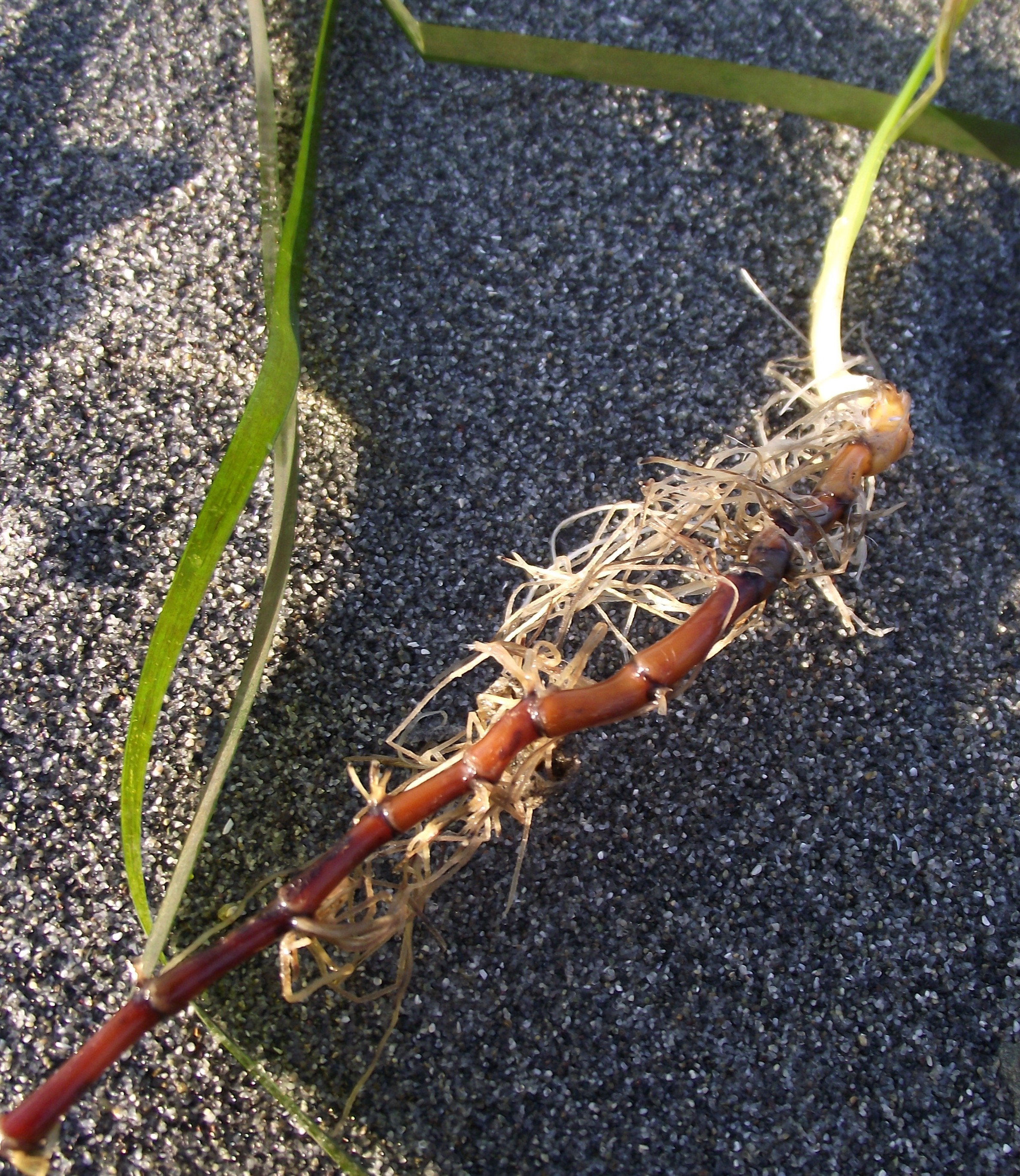
Oddenek
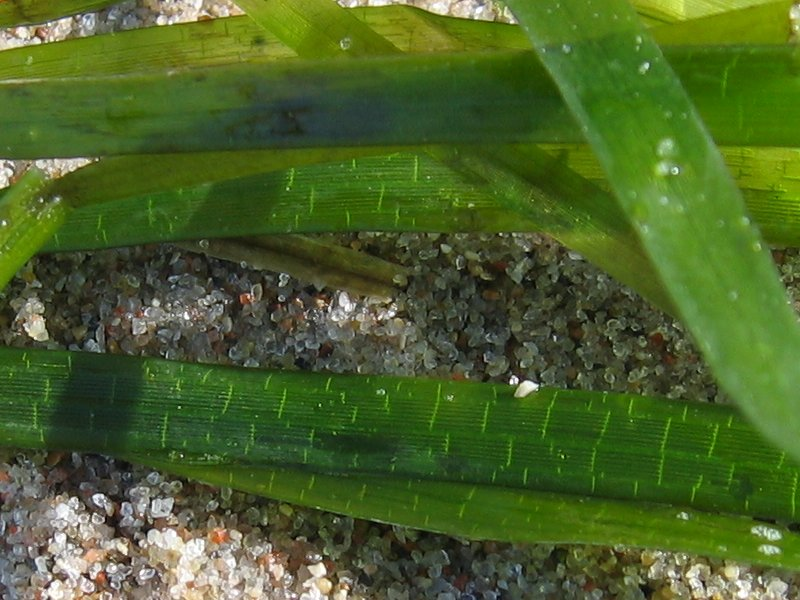
Listy